# César Sampaio
Carlos César Sampaio Campos, noto semplicemente come César Sampaio (San Paolo, 31 marzo 1968), è un allenatore di calcio, dirigente sportivo ed ex calciatore brasiliano, di ruolo centrocampista, vice allenatore del Santos.

## Carriera

### Club
César Sampaio giocò per quattro diverse squadre brasiliane. La sua prima squadra fu il Santos, quindi giocò nel Palmeiras; inoltre militò nel Corinthians e nel San Paolo, nel Campeonato Brasileiro. All'estero, giocò per tre club giapponesi, lo Yokohama Flügels, il Kashiwa Reysol e il Sanfrecce Hiroshima. Sampaio ebbe inoltre una breve esperienza in Spagna, giocando dieci partite nella stagione 2000-01 con il Deportivo de la Coruña. Ha ricevuto la Bola de Ouro (il premio come miglior giocatore brasiliano del campionato) nel 1990 e nel 1993.
Dopo il ritiro, Sampaio ha affermato che vorrebbe diventare allenatore.

### Nazionale
Sampaio ha preso parte a 40 partite con la maglia del Brasile. Ai Mondiali 1998 mise a segno la prima rete in assoluto del torneo, un colpo di testa contro la Scozia, e ne fece altri due contro il Cile agli ottavi. Giocò in tutte le gare del Brasile fino alla finale, che i verdeoro persero per 3-0 contro la Francia padrona di casa.

## Statistiche

### Cronologia presenze e reti in nazionale
| Cronologia completa delle presenze e delle reti in nazionale ― Brasile | Cronologia completa delle presenze e delle reti in nazionale ― Brasile | Cronologia completa delle presenze e delle reti in nazionale ― Brasile | Cronologia completa delle presenze e delle reti in nazionale ― Brasile | Cronologia completa delle presenze e delle reti in nazionale ― Brasile | Cronologia completa delle presenze e delle reti in nazionale ― Brasile | Cronologia completa delle presenze e delle reti in nazionale ― Brasile | Cronologia completa delle presenze e delle reti in nazionale ― Brasile |
| Data                                                                   | Città                                                                  | In casa                                                                | Risultato                                                              | Ospiti                                                                 | Competizione                                                           | Reti                                                                   | Note                                                                   |
| ---------------------------------------------------------------------- | ---------------------------------------------------------------------- | ---------------------------------------------------------------------- | ---------------------------------------------------------------------- | ---------------------------------------------------------------------- | ---------------------------------------------------------------------- | ---------------------------------------------------------------------- | ---------------------------------------------------------------------- |
| 8-11-1990                                                              | Belém                                                                  | Brasile                                                                | 0 – 0                                                                  | Cile                                                                   | Amichevole                                                             | -                                                                      | 83’                                                                    |
| 18-12-1991                                                             | Goiânia                                                                | Brasile                                                                | 2 – 1                                                                  | Cecoslovacchia                                                         | Amichevole                                                             | -                                                                      | 68’                                                                    |
| 26-2-1992                                                              | Fortaleza                                                              | Brasile                                                                | 3 – 0                                                                  | Stati Uniti                                                            | Amichevole                                                             | -                                                                      | 81’                                                                    |
| 30-4-1992                                                              | Montevideo                                                             | Uruguay                                                                | 1 – 0                                                                  | Brasile                                                                | Amichevole                                                             | -                                                                      | 71’                                                                    |
| 31-7-1992                                                              | Los Angeles                                                            | Messico                                                                | 0 – 5                                                                  | Brasile                                                                | Amichevole                                                             | -                                                                      | 63’                                                                    |
| 2-8-1992                                                               | Los Angeles                                                            | Stati Uniti                                                            | 0 – 1                                                                  | Brasile                                                                | Amichevole                                                             | -                                                                      | 46’                                                                    |
| 25-11-1992                                                             | Campina Grande                                                         | Brasile                                                                | 1 – 2                                                                  | Uruguay                                                                | Amichevole                                                             | -                                                                      | 74’                                                                    |
| 17-3-1993                                                              | San Paolo                                                              | Brasile                                                                | 2 – 2                                                                  | Polonia                                                                | Amichevole                                                             | -                                                                      |                                                                        |
| 18-6-1993                                                              | Cuenca                                                                 | Brasile                                                                | 0 – 0                                                                  | Perù                                                                   | Coppa America 1993 - 1º turno                                          | -                                                                      |                                                                        |
| 21-6-1993                                                              | Cuenca                                                                 | Cile                                                                   | 3 – 2                                                                  | Brasile                                                                | Coppa America 1993 - 1º turno                                          | -                                                                      |                                                                        |
| 24-6-1993                                                              | Cuenca                                                                 | Brasile                                                                | 3 – 0                                                                  | Paraguay                                                               | Coppa America 1993 - 1º turno                                          | -                                                                      | 86’                                                                    |
| 4-5-1994                                                               | Florianópolis                                                          | Brasile                                                                | 3 – 0                                                                  | Islanda                                                                | Amichevole                                                             | -                                                                      | 46’                                                                    |
| 23-12-1994                                                             | Porto Alegre                                                           | Brasile                                                                | 2 – 0                                                                  | Jugoslavia                                                             | Amichevole                                                             | -                                                                      |                                                                        |
| 4-6-1995                                                               | Birmingham                                                             | Brasile                                                                | 1 – 0                                                                  | Svezia                                                                 | Umbro Cup                                                              | -                                                                      | 78’                                                                    |
| 11-6-1995                                                              | Londra                                                                 | Inghilterra                                                            | 1 – 3                                                                  | Brasile                                                                | Umbro Cup                                                              | -                                                                      |                                                                        |
| 29-6-1995                                                              | Recife                                                                 | Brasile                                                                | 2 – 1                                                                  | Polonia                                                                | Amichevole                                                             | -                                                                      |                                                                        |
| 7-7-1995                                                               | Rivera                                                                 | Brasile                                                                | 1 – 0                                                                  | Ecuador                                                                | Coppa America 1995 - 1º turno                                          | -                                                                      | 17’                                                                    |
| 10-7-1995                                                              | Rivera                                                                 | Brasile                                                                | 2 – 0                                                                  | Perù                                                                   | Coppa America 1995 - 1º turno                                          | -                                                                      |                                                                        |
| 13-7-1995                                                              | Rivera                                                                 | Brasile                                                                | 3 – 0                                                                  | Colombia                                                               | Coppa America 1995 - 1º turno                                          | -                                                                      |                                                                        |
| 17-7-1995                                                              | Rivera                                                                 | Brasile                                                                | 2 – 2 dts (4 – 2 dtr)                                                  | Argentina                                                              | Coppa America 1995 - Quarti di finale                                  | -                                                                      | 85’                                                                    |
| 23-7-1995                                                              | Montevideo                                                             | Uruguay                                                                | 1 – 1 dts (5 – 3 dtr)                                                  | Brasile                                                                | Coppa America 1995 - Finale                                            | -                                                                      |                                                                        |
| 9-8-1995                                                               | Tokyo                                                                  | Giappone                                                               | 1 – 5                                                                  | Brasile                                                                | Amichevole                                                             | 1                                                                      |                                                                        |
| 12-8-1995                                                              | Suwon                                                                  | Corea del Sud                                                          | 0 – 1                                                                  | Brasile                                                                | Amichevole                                                             | -                                                                      | Ammonizione                                                            |
| 30-4-1997                                                              | Miami                                                                  | Messico                                                                | 0 – 4                                                                  | Brasile                                                                | Amichevole                                                             | -                                                                      | 84’                                                                    |
| 19-6-1997                                                              | Santa Cruz de la Sierra                                                | Brasile                                                                | 2 – 0                                                                  | Colombia                                                               | Coppa America 1997 - 1º turno                                          | -                                                                      | 84’                                                                    |
| 13-8-1997                                                              | Ōsaka                                                                  | Giappone                                                               | 0 – 3                                                                  | Brasile                                                                | Amichevole                                                             | -                                                                      | 66’                                                                    |
| 7-12-1997                                                              | Soweto                                                                 | Sudafrica                                                              | 1 – 2                                                                  | Brasile                                                                | Amichevole                                                             | -                                                                      |                                                                        |
| 12-12-1997                                                             | Riyad                                                                  | Arabia Saudita                                                         | 0 – 3                                                                  | Brasile                                                                | Conf. Cup 1997 - 1º turno                                              | 1                                                                      |                                                                        |
| 14-12-1997                                                             | Riyad                                                                  | Australia                                                              | 0 – 0                                                                  | Brasile                                                                | Conf. Cup 1997 - 1º turno                                              | -                                                                      | 88’                                                                    |
| 19-12-1997                                                             | Riyad                                                                  | Brasile                                                                | 2 – 0                                                                  | Rep. Ceca                                                              | Conf. Cup 1997 - Semifinale                                            | -                                                                      | 87’                                                                    |
| 21-12-1997                                                             | Riyad                                                                  | Brasile                                                                | 6 – 0                                                                  | Australia                                                              | Conf. Cup 1997 - Finale                                                | -                                                                      | [ 2 ]                                                                  |
| 25-3-1998                                                              | Stoccarda                                                              | Germania                                                               | 1 – 2                                                                  | Brasile                                                                | Amichevole                                                             | 1                                                                      |                                                                        |
| 30-4-1998                                                              | Rio de Janeiro                                                         | Brasile                                                                | 0 – 1                                                                  | Argentina                                                              | Amichevole                                                             | -                                                                      |                                                                        |
| 3-6-1998                                                               | Saint-Ouen                                                             | Andorra                                                                | 0 – 3                                                                  | Brasile                                                                | Amichevole                                                             | -                                                                      | 37’                                                                    |
| 10-6-1998                                                              | Saint-Denis                                                            | Brasile                                                                | 2 – 1                                                                  | Scozia                                                                 | Mondiali 1998 - 1º turno                                               | 1                                                                      | 37’                                                                    |
| 16-6-1998                                                              | Nantes                                                                 | Brasile                                                                | 3 – 0                                                                  | Marocco                                                                | Mondiali 1998 - 1º turno                                               | -                                                                      | 36’ 68’                                                                |
| 27-6-1998                                                              | Parigi                                                                 | Brasile                                                                | 4 – 1                                                                  | Cile                                                                   | Mondiali 1998 - Ottavi di finale                                       | 2                                                                      |                                                                        |
| 3-7-1998                                                               | Nantes                                                                 | Brasile                                                                | 3 – 2                                                                  | Danimarca                                                              | Mondiali 1998 - Quarti di finale                                       | -                                                                      |                                                                        |
| 7-7-1998                                                               | Marsiglia                                                              | Brasile                                                                | 1 – 1 dts (4 – 2 dtr)                                                  | Paesi Bassi                                                            | Mondiali 1998 - Semifinale                                             | -                                                                      | 45’                                                                    |
| 12-7-1998                                                              | Saint-Denis                                                            | Brasile                                                                | 0 – 3                                                                  | Francia                                                                | Mondiali 1998 - Finale                                                 | -                                                                      | 74’                                                                    |
| 26-4-2000                                                              | San Paolo                                                              | Brasile                                                                | 3 – 2                                                                  | Ecuador                                                                | Qual. Mondiali 2002                                                    | -                                                                      |                                                                        |
| 23-5-2000                                                              | Cardiff                                                                | Galles                                                                 | 0 – 3                                                                  | Brasile                                                                | Amichevole                                                             | -                                                                      |                                                                        |
| 27-5-2000                                                              | Londra                                                                 | Inghilterra                                                            | 1 – 1                                                                  | Brasile                                                                | Amichevole                                                             | -                                                                      |                                                                        |
| 4-6-2000                                                               | Lima                                                                   | Perù                                                                   | 0 – 1                                                                  | Brasile                                                                | Qual. Mondiali 2002                                                    | -                                                                      | 27’                                                                    |
| 18-7-2000                                                              | Asunción                                                               | Paraguay                                                               | 2 – 1                                                                  | Brasile                                                                | Qual. Mondiali 2002                                                    | -                                                                      |                                                                        |
| 27-7-2000                                                              | San Paolo                                                              | Brasile                                                                | 3 – 1                                                                  | Argentina                                                              | Qual. Mondiali 2002                                                    | -                                                                      | 60’                                                                    |
| 15-11-2000                                                             | San Paolo                                                              | Brasile                                                                | 1 – 0                                                                  | Colombia                                                               | Qual. Mondiali 2002                                                    | -                                                                      | 88’                                                                    |
| Totale                                                                 |                                                                        | Presenze                                                               | 47                                                                     |                                                                        | Reti                                                                   | 6                                                                      |                                                                        |

| Cronologia completa delle presenze e delle reti in nazionale ― Brasile under 20 | Cronologia completa delle presenze e delle reti in nazionale ― Brasile under 20 | Cronologia completa delle presenze e delle reti in nazionale ― Brasile under 20 | Cronologia completa delle presenze e delle reti in nazionale ― Brasile under 20 | Cronologia completa delle presenze e delle reti in nazionale ― Brasile under 20 | Cronologia completa delle presenze e delle reti in nazionale ― Brasile under 20 | Cronologia completa delle presenze e delle reti in nazionale ― Brasile under 20 | Cronologia completa delle presenze e delle reti in nazionale ― Brasile under 20 |
| Data                                                                            | Città                                                                           | In casa                                                                         | Risultato                                                                       | Ospiti                                                                          | Competizione                                                                    | Reti                                                                            | Note                                                                            |
| ------------------------------------------------------------------------------- | ------------------------------------------------------------------------------- | ------------------------------------------------------------------------------- | ------------------------------------------------------------------------------- | ------------------------------------------------------------------------------- | ------------------------------------------------------------------------------- | ------------------------------------------------------------------------------- | ------------------------------------------------------------------------------- |
| 14-6-1987                                                                       | Tolone                                                                          | Brasile under 20                                                                | 1 – 0                                                                           | Unione Sovietica under 20                                                       | Amichevole                                                                      | -                                                                               |                                                                                 |
| 11-10-1987                                                                      | Concepción                                                                      | Brasile under 20                                                                | 4 – 0                                                                           | Nigeria under 20                                                                | Mondiali Under-20 1987 - Fase a gironi                                          | -                                                                               |                                                                                 |
| 14-10-1987                                                                      | Concepción                                                                      | Brasile under 20                                                                | 0 – 1                                                                           | Italia under 20                                                                 | Mondiali Under-20 1987 - Fase a gironi                                          | -                                                                               |                                                                                 |
| 17-10-1987                                                                      | Concepción                                                                      | Brasile under 20                                                                | 1 – 0                                                                           | Canada under 20                                                                 | Mondiali Under-20 1987 - Fase a gironi                                          | -                                                                               |                                                                                 |
| 21-10-1987                                                                      | Santiago del Cile                                                               | Jugoslavia under 20                                                             | 2 – 1                                                                           | Brasile under 20                                                                | Mondiali Under-20 1987 - Quarti di finale                                       | -                                                                               |                                                                                 |
| Totale                                                                          |                                                                                 | Presenze                                                                        | 5                                                                               |                                                                                 | Reti                                                                            | 0                                                                               |                                                                                 |

### Statistiche da allenatore
Statistiche aggiornate al 28 aprile 2025; in grassetto le competizioni vinte.
| Stagione        | Squadra         | Campionato      | Campionato | Campionato | Campionato | Campionato | Coppe nazionali | Coppe nazionali | Coppe nazionali | Coppe nazionali | Coppe nazionali | Coppe continentali | Coppe continentali | Coppe continentali | Coppe continentali | Coppe continentali | Altre coppe | Altre coppe | Altre coppe | Altre coppe | Altre coppe | Totale | Totale | Totale | Totale | % Vittorie | Piazzamento |
| Stagione        | Squadra         | Comp            | G          | V          | N          | P          | Comp            | G               | V               | N               | P               | Comp               | G                  | V                  | N                  | P                  | Comp        | G           | V           | N           | P           | G      | V      | N      | P      | %          | Piazzamento |
| --------------- | --------------- | --------------- | ---------- | ---------- | ---------- | ---------- | --------------- | --------------- | --------------- | --------------- | --------------- | ------------------ | ------------------ | ------------------ | ------------------ | ------------------ | ----------- | ----------- | ----------- | ----------- | ----------- | ------ | ------ | ------ | ------ | ---------- | ----------- |
| apr. 2025       | Santos          | A1/SP+A         | 0+3        | 0+1        | 0+0        | 0+2        | CB              | -               | -               | -               | -               | -                  | -                  | -                  | -                  | -                  | -           | -           | -           | -           | -           | 3      | 1      | 0      | 2      | 33,33      | Ad interim  |
| Totale carriera | Totale carriera | Totale carriera | 3          | 1          | 0          | 2          |                 | -               | -               | -               | -               |                    | -                  | -                  | -                  | -                  |             | -           | -           | -           | -           | 3      | 1      | 0      | 2      | 33,33      |             |

## Palmarès

### Club

#### Competizioni statali
- Campionato paulista: 3

Palmeiras: 1993, 1994
Corinthians: 2001
- Torneo Rio-San Paolo: 2

Palmeiras: 1993, 2000

#### Competizioni nazionali
- Campionato brasiliano: 2

Palmeiras: 1993, 1994
- Coppa del Brasile: 1

Palmeiras: 1998
- Supercoppa di Spagna: 1

Deportivo La Coruña: 2000

#### Competizioni internazionali
- Coppa delle Coppe dell'AFC: 1

Yokohama Flugels: 1994-1995
- Coppa Mercosur: 1

Palmeiras: 1998
- Coppa Libertadores: 1

Palmeiras: 1999

### Nazionale
- Coppa America: 1

1997
- Confederations Cup: 1

1997